# Joanna Wołosz
Joanna Wołosz (Elbląg, 7 de abril de 1990) é uma voleibolista polonesa, atuante na posição de levantadora.
Pela seleção polonesa, foi a melhor levantadora da Copa Yeltsin  de 2011 na Rússia e do Pré-Olímpico Europeu de 2020, nos Países Baixos.

## Biografia
Ela é irmã do ex-voleibolista indoor Maciej Wołosz. no Truso Elbląg. A partir de 2006, ela jogou pelo Gedania Gdańsk e frequentou os campeonatos escolares em Sosnowiec. Em Gedania Gdańsk, ela conquistou o campeonato de infatojuvenil e o vice-campeonato na categoria juvenil, também em 2008 conquistou o campeonato polonês juvenil. Em 2009, foi convocada para o Campeonato Mundial Juvenil, sendo a primeira central. Em 2010, foi convocada pelo técnico Jerzy Matlak seleção principal e disputou o Montreux Volley Masters e para o Campeonato Mundial.
Desde 2010, ela está na seleção nacional, com a qual conquistou a medalha de bronze na Liga Europeia de 2014 e a medalha de prata nos Jogos Europeus de 2015. Ela também conquistou o vice-campeonato italiano de 2014 e a medalha de prata da Liga dos Campeões de 2015 com Unedo Yamamay Busto Arsizio.
Na temporada 2021-22, atingiu a incrível marca de clubes, atuando pelo Imoco Volley Conegliano, esteve invicta de dezembro de 2019 a 21 de novembro de 2021, total de 74 partidas disputadas, sendo campeão em todas competições que participou Supercopa da Itália, a Copa da Itália, o Campeonato Italiano, a Liga dos Campeões e o Mundial de Clubes.

## Clubes
| Clube                     | País    | Temporadas |
| MKS Truso Elbląg          | Polônia | 2006–2007  |
| SMS PZPS Sosnowiec        | Polônia | 2006–2007  |
| Energa Gedania Gdańsk     | Polônia | 2007–2008  |
| Gwardia Wrocław           | Polônia | 2009–2011  |
| BKS Aluprof Bielsko-Biała | Polónia | 2011–2013  |
| Busto Arsizio             | Itália  | 2013–2015  |
| Chemik Police             | Polónia | 2015–2017  |
| Imoco Volley Conegliano   | Itália  | 2017-2023  |

## Títulos

### Seleção
- Vice-campeã dos Jogos Europeus (2015)
- Terceiro posto da Liga Europa (2014)
- Campeã do Grand Prix - Segundo Grupo ( 2017)

### Clubes
- Campeonato Polonês InfantoJuvenil:1
- Campeã: 2007

- Campeonato Polonês Juvenil:1
- Campeã: 2008
- Vice-campeã: 2007

- Supercopa da Polônia :1
- Campeã:2015

- Copa da Polônia :2
- Campeã: 2015-16, 2016-17

- Campeonato Polonês:2
- Campeã:2015-16, 2016-17

- Supercopa Italiana: 5
- Campeã:2018, 2019, 2020 , 2021 , 2022

- Copa da Itália: 6
- Campeã:2019-20 , 2020-21 , 2021-22

- Campeonato Italiano: 4
- Campeã: 2017-18, 2018-19, 2020-21, 2021-22
- Vice-campeã: 2013-14

- Liga dos Campeões: 1
- Campeã: 2020-21
- Vice-campeã:2014-15, 2018-19, 2021-22
- Terceiro lugar: 2017-18

- Mundial de Clubes: 2
- Campeã:2019, 2022
- Vice-campeã: 2021

### Individuais
- 2011 - Copa Yeltsin- Miss
- 2011 - Copa Yeltsin - Melhor levantadora
- 2015-16 - Copa da Polônia - Melhor levantadora
- 2016-17 - Copa da Polônia - Melhor levantadora
- 2017-18 - Liga A1 Italiana - MVP da Final
- 2017-18 - Liga dos Campeões da Europa -  Melhor levantadora
- 2019 - Campeonato Mundial de Clubes -  Melhor levantadora
- 2019-20 - Copa Itália -  MVP
- 2020 - Pré-Olímpico Europeu  -  Melhor levantadora
- 2021 - Campeonato Mundial de Clubes -  Melhor levantadora
- 2022 - Supercopa italiana -  MVP
- 2022 - Campeonato Mundial de Clubes -  Melhor levantadora